# Kuciszki (sielsowiet Łyntupy)
Kuciszki – dawny zaścianek. Tereny, na których był położony, leżą obecnie na Białorusi, w obwodzie witebskim, w rejonie postawskim, w sielsowiecie Łyntupy.

## Historia
W czasach zaborów zaścianek w gminie Michałowo, w powiecie święciańskim Imperium Rosyjskiego. W 1866 roku miał 41 mieszkańców w 4 domach. W 1905 roku liczył 52 mieszkańców, 76 dziesięcin.
W dwudziestoleciu międzywojennym zaścianek leżał w Polsce, w województwie wileńskim, w powiecie święciańskim, w gminie Łyntupy.
W 1931 w 10 domach zamieszkiwało 67 osób.
Miejscowość należała do parafii rzymskokatolickiej w Konstantynowie. Podlegała pod Sąd Grodzki w Łyntupach i Okręgowy w Wilnie; właściwy urząd pocztowy mieścił się w Łyntupach.